# Органические пероксидные соединения
Органические пероксидные соединения — органические вещества, содержащие группу из двух связанных друг с другом атомов кислорода O-O.

## Классы пероксидов
К пероксидам относятся:
- органические гидропероксиды ROOH
- органические пероксиды металлов ROOM
- органические пероксиды ROOR'
- ацилгидропероксиды (надкислоты, перкислоты, пероксокислоты) RC(O)OOH
- пероксиэфиры (перэфиры) RC(O)OOR
- пероксидикарбонаты
- диацилпероксиды RC(O)OOC(O)R'
- сложные эфиры монопероксиугольной и дипероксиугольной кислот
- диоксетаны
- диоксираны
- элементорганические пероксиды

и др.

## Свойства
Органические пероксидные соединения представляют собой жидкие или кристаллические вещества, плохо растворимые в воде и хорошо растворимые в органических растворителях. Пероксиды отличаются невысокой стабильностью: при нагревании легко разлагаются, воспламеняются и взрываются, особенно в присутствии ионов металлов переменной валентности.
В ИК-спектрах пероксидов обнаруживаются характеристические полосы при 830—890 см-1 для связи O-O при наличии полосы 3545-3562 см-1 для связи O-H в OOH-группе.
Разложение органических пероксидов протекает как по молекулярному, так и гомолитическому механизму с образованием свободных радикалов. Эти соединения проявляют выраженные окислительные свойства.

## Получение и применение
Гидропероксиды образуются в процессах автоокисления органических соединений, пероксиды — при автоокислении алкенов, надкислоты — при автоокислении альдегидов. Ряд органических пероксидных соединений получают с помощью пероксида водорода.
Благодаря способности образовывать радикалы, органические пероксидные соединения используют как инициаторы в радикальной полимеризации и теломеризации.